# Elohim

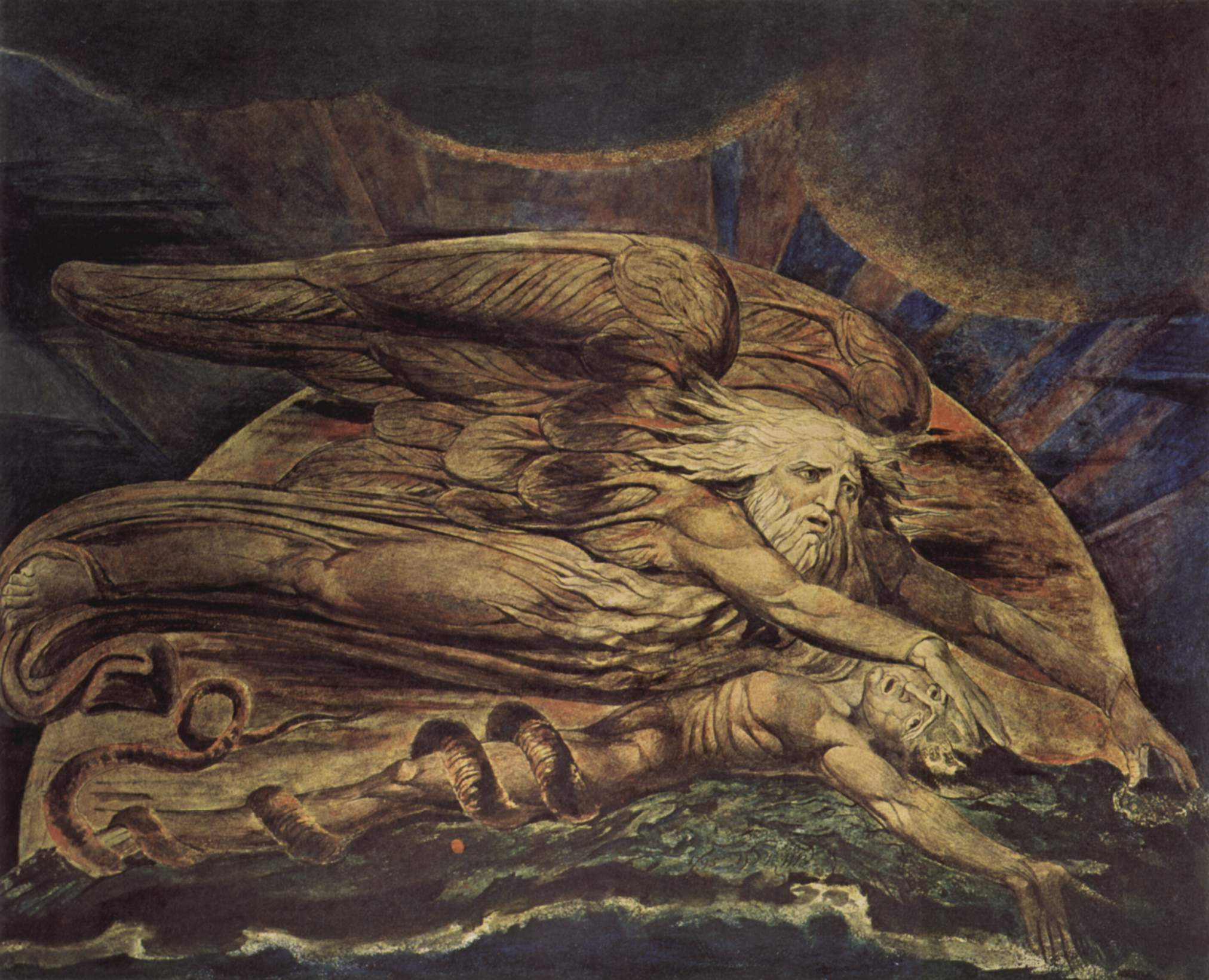
Och Elohim skapade Adam, målning av William Blake.

Elohim  (אֱלוֹהִים , אלהים  ) är ett hebreiskt ord som uttrycker gudomlighetens koncept. Det är uppenbarligen relaterat till det nyhebreiska ordet Ēl, Gud, även om det morfologiskt består av det hebreiska ordet Eloah (אלוה) med en pluralböjning (kan ses som en tidig pluralis majestatis). Elohim är det tredje ordet i den nya hebreiska texten från Första Moseboken och förekommer ofta i den hebreiska bibeln. 
Namnet "Elohim" är också grunden till arabiskans "elahi" som betyder min gud.